# Dům čp. 30 (Štramberk)
Dům čp. 30 se nachází v severní části Náměstí ve Štramberku v okrese Nový Jičín. Původně roubený dům byl přestavěn do zděné podoby po roce 1820. Byl zapsán do Ústředního seznamu kulturních památek ČR před rokem 1988 a je součástí městské památkové rezervace.

## Historie
První nájemník Martin Žárský je uváděn v roce 1629, od roku 1771 byl majitel Štěpán Floriána jeho potomci, následně od roku 1833 je uváděn Josef Bajer. Od osmdesátých let 19. století dům byl ve vlastnictví rodiny městského písaře Juráka. Proto tento dům byl nazýván U Písařů. 

## Stavební podoba
Dům je přízemní zděná stavba s vysokým trojúhelníkovým štítem otočeným do náměstí a sedlovou střechou. Od vedlejšího domu je oddělen soutkou. Dům je postaven na kamenné podezdívce, která vyrovnává svahovou nerovnost. V podezdívce jsou sklepní klenuté prostory, do nich vede vchod z ulice. Štítové přízemí je trojosé. Okna jsou v lizénových rámech s dvěma dvojicemi lizén. Okna jsou ve štukových rámech. V nároží jsou zakulacené pilastry. Na členěnou korunní římsu nasedá štít se dvěma okny mezi třemi páry lizén. Nad okny je průběžná římsa se dvěma malýma okny, nad nimi ve štukovém provedení je Boží oko.